# Cawet
Cawet is een plaats en bestuurslaag (kelurahan) in het onderdistrict (kecamatan) Watukumpul van het regentschap Pemalang van de provincie Midden-Java, Indonesië. Cawet telt 2.951 inwoners (volkstelling 2010).